# Acyl-coenzyme A oxydase
L'acyl-CoA oxydase est une oxydoréductase qui catalyse la réaction :
acyl-CoA + O2  {\displaystyle \rightleftharpoons }  trans-Δ2-énoyl-CoA + H2O2.
Cette enzyme, qui utilise le FAD comme cofacteur, est spécifique aux peroxysomes, où elle intervient notamment dans la β-oxydation,.